# The Head on the Door
The Head on the Door is het zesde studioalbum van de Britse band The Cure. Het album kwam uit op 13 augustus 1985 via het Fiction Records label in Groot-Brittannië en via Elektra Records in de Verenigde Staten.

## Overzicht
Op dit album zijn weer de basklanken te horen van bassist Simon Gallup, die zich na zijn vertrek in 1982 opnieuw bij The Cure voegde. The Head on the Door is het eerste album waarop gitarist Porl Thompson, oud bandlid van de voorloper Easy Cure, als officieel bandlid van The Cure is te horen (hij had al een kleine bijdrage geleverd aan The Top maar werd pas officieel lid sinds de tour die daarop volgde). Dit is ook het eerste Cure-album met drummer Boris Williams, die al eerder werkte met de Thompson Twins. Als speciale gast speelt Ron Howe van Fools Dance een saxofoon solo in het nummer "A Night Like This".
Tijdens de '4 Tour' in 2008 speelde The Cure de volgende nummers van dit album op verschillende concerten: "Inbetween Days", "Kyoto Song", "The Blood", "Push", "The Baby Screams", "Close to Me" en "A Night Like This".
"Sinking" werd het laatst gespeeld tijdens de 'Curiosa Tour' uit 2004.
"Six Different Ways" en "Screw" werden het laatst gespeeld tijdens de 'Head Tour' uit 1985/1986.

## 2006 heruitgave
In 2006 werd het album opnieuw uitgegeven door Universal via hun Fiction Records/Warner Bros./Rhino Records labels. De heruitgave is digitaal geremasterd met verschillende demos en live nummers van rond 1985. Zo zitten er demos bij van de vier b-sides ("The Exploding Boy", "A Few Hours After This", "A Man Inside My Mouth" en "Stop Dead") en vier nummers die nog niet eerder uitgebracht waren. De overgebleven nummers zijn demos of live versies van al de 10 nummers van de eerste schijf. De heruitgave kwam uit op 8 augustus in de VS en op 14 augustus in het Verenigd Koninkrijk.
Een van de vier nieuwe nummers, "Mansolidgone" is qua muziek en songtekst gelijk aan een andere demo, "A Hand Inside My Mouth" (niet te verwarren met "A Man Inside My Mouth") welke op de Deluxe Edition van The Top staat.

## Nummers
Alle nummers zijn geschreven door Robert Smith.

### Originele uitgave 1985
Kant A:
1. "In Between Days" - 2:57
2. "Kyoto Song" - 4:16 (geproduceerd door Smith, Allen en Howard Gray)
3. "The Blood" - 3:43
4. "Six Different Ways" - 3:18
5. "Push" - 4:31 (geproduceerd door Smith, Allen en Gray)

Kant B:
1. "The Baby Screams" - 3:44
2. "Close to Me" - 3:23
3. "A Night Like This" - 4:16
4. "Screw" - 2:38
5. "Sinking" - 4:57

### Deluxe uitgave 2006
CD 1
Originele album. Dezelfde als hierboven.
CD 2
1. "Inbetween Days" - 1:25 (Instrumentale demo)
2. "Inwood" - 2:18 (Instrumentale demo)
3. "Push" - 2:31 (Instrumentale demo)
4. "Innsbruck" - 2:37 (Instrumentale demo)
5. "Stop Dead" - 3:21 (Demo)
6. "Mansolidgone" - 4:06 (Demo)
7. "Screw" - 3:09 (Demo)
8. "Lime Time" - 2:56 (Demo)
9. "Kyoto Song" - 4:28 (Demo)
10. "A Few Hours After This..." - 4:36 (Demo)
11. "Six Different Ways" - 3:00 (Demo)
12. "A Man Inside My Mouth" - 3:00 (Demo)
13. "A Night Like This" - 4:08 (Demo)
14. "The Exploding Boy" - 3:06 (Demo)
15. "Close to Me" - 4:03 (Demo)
16. "The Baby Screams" - 3:46 (Live)
17. "The Blood" - 3:34 (Live)
18. "Sinking" - 5:06 (Live)

## Bezetting
The Cure
- Robert Smith - vocaal, gitaar, keyboard
- Lol Tolhurst - keyboard
- Porl Thompson - gitaar, keyboard
- Simon Gallup - basgitaar
- Boris Williams - drums, percussie

Andere muzikanten
- Ron Howe - saxofoon in "A Night Like This"

## Singles
- 1985 - "Inbetween Days" (B-kant: "The Exploding Boy")
- 1985 - "Close to Me" (B-kant: "A Man Inside My Mouth")
- 1986 - "The Blood" (B-kant: "Six Different Ways")

In 1985 verscheen tevens de ep Half An Octopuss met daarop de nummers "Close to Me", "A Man Inside My Mouth", "New Day" en "Stop Dead".